# First Orbit
Pour plus de détails, voir Fiche technique et Distribution.
First Orbit est un film documentaire britannique réalisé en 2011 par Christopher Riley, qui parle du vol de Youri Gagarine dans l'espace à bord de Vostok 1.

## Fiche technique
- Titre : First Orbit
- Réalisation : Christopher Riley
- Scénario :
- Musique : Philip Sheppard
- Photographie : Paolo Nespoli
- Montage : Stephen Slater
- Production : Christopher Riley
- Société de production : The Attic Room
- Pays :  Royaume-Uni
- Genre : Documentaire
- Durée : 96 minutes
- Dates de sortie : 
  -  États-Unis : 12 avril 2011